# Trierarchia

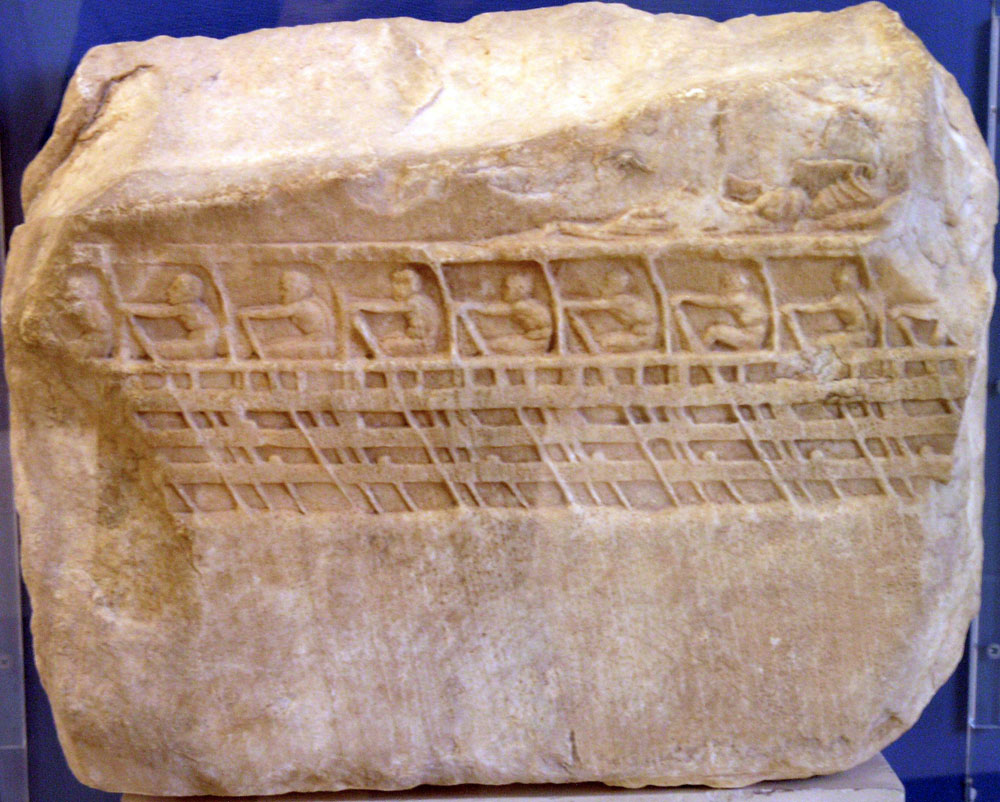
Bassorilievo di una trireme ateniese

La trierarchia (in greco antico: τριηραρχία?, trierarchía, "comando di una trireme" od "obbligo all'armamento di una trireme") era, nell'antica Atene, una liturgia imposta dallo Stato in tempo di guerra a uno o più cittadini, di solito molto facoltosi: la trierarchia obbligava questi cittadini ad allestire a spese private una trireme e ad assumerne il comando in battaglia, assumendo quindi l'incarico di trierarca.
Un cittadino poteva evitare tale onere chiedendo lo scambio dei beni con un'altra persona che egli riteneva più ricca di lui; in realtà tale scambio non avveniva quasi mai, ma colui che perdeva la causa semplicemente assumeva su di sé l'onere della liturgia.
Demostene (359 a.C.) fu uno dei sostenitori della trierarchia.
L'istituto, a titolo onorifico, fu anche utilizzato in India da Alessandro Magno, il quale ottenne il finanziamento, da parte dei propri principali cortigiani, della costruzione della flotta necessaria al trasporto di una parte dell'esercito sul fiume Idaspe, nel 326 a.C.